# Artyleria (La Fresnaye)
Artyleria (fr. Artillerie) – obraz olejny namalowany przez francuskiego malarza Rogera de La Fresnaye w 1911 roku, znajdujący się w zbiorach Metropolitan Museum of Art w Nowym Jorku.

## Opis
Obraz przedstawia oficerów na koniach towarzyszących przodkowi (pojazdowi z amunicją do poruszającej się artylerii), który przewozi działo polowe i trzech żołnierzy w hełmach. Po prawej stronie znajduje się orkiestra wojskowa w niebiesko-czerwonych barwach francuskiej piechoty. Geometryczne odwzorowanie formy przez artystę dodaje siły już i tak muskularnej kubistycznej kompozycji i przywołuje rytmiczny ruch grupy w przestrzeni. Namalowany trzy lata przed wybuchem I wojny światowej obraz zdaje się zapowiadać zbliżający się konflikt.